# دری (حوزه سرشماری)، نیوهمپشایر
دری (به انگلیسی: Derry) یک منطقهٔ مسکونی در ایالات متحده آمریکا است که در نیوهمپشایر واقع شده است. دری ۴۰٫۱ کیلومتر مربع مساحت و ۲۲٬۰۱۵ نفر جمعیت دارد و ۸۵٫۳۵ متر بالاتر از سطح دریا قرار دارد.